# Podospora comata
Podospora comata är en svampart som beskrevs av Milovtz. 1937. Podospora comata ingår i släktet Podospora och familjen Lasiosphaeriaceae.   Inga underarter finns listade i Catalogue of Life.